# Manuel Cordeiro Vilaça
Manuel Cordeiro Vilaça (grafia original: Manoel Cordeiro Villaça)  (Garanhuns, 11 de outubro de 1913 — Brasília, 1 de dezembro de 1971) foi um médico e político brasileiro.
Foi ministro da Saúde no Governo João Goulart, de 20 de junho a 30 de agosto de 1962.

## Biografia
Nascido em Garanhuns, formou-se me medicina na Escola de Medicina do Recife, fazendo especialização em pediatria, puericultura e fisiologia infantil no Rio de Janeiro, na França e Suíça, publicando diversas obras com temas em suas especialidades.
Como político, foi afiliado aos partidos: PTB (Partido Trabalhista Brasileiro), PSD (Partido Social Democrático) e ARENA (Aliança Renovadora Nacional), exercendo os cargos de senador pelo Rio Grande do Norte após a eleição do senador Walfredo Gurgel ao governo do estado (entre 2 de fevereiro de 1966 a 1 de janeiro de 1971) e também chegou a ser ministro da saúde durante o governo Jango. Também foi presidente da LBA em Recife, secretário da educação do Rio Grande do Norte, entre outros cargos políticos, além de membro da Sociedade de Medicina e Cirurgia de Recife.